# Tyrocinium Chymicum
Il Tyrocinium Chymicum è una raccolta di lezioni di chimica scritte da Jean Béguin, pubblicate una prima volta nel 1610 senza il permesso dell'autore e ripubblicate nel 1612 con la sua supervisione a Parigi.
È stato suggerito che si tratti del primo testo moderno di chimica (al contrario dei precedenti libri di alchimia).
Molte delle preparazioni erano di natura farmaceutica.